# アヴァンティス
アヴァンティス(Avantis Ltd.)は風力原動機の開発・製造と販売、風力発電所のメンテナンス、またその計画支援や立地評価（マイクロサイティング、気流シミュレーション）等のサービスを提供する多国籍企業である。
ハンブルクに子会社を構えている他アメリカ、カナダ、中国、韓国、ブラジル、オーストラリア、各国に支店、工場、ジョイントベンチャーを設立している。

## 技術
アヴァンティス社の発電機は歯車による摩耗を生じさせないギアレス技術を使用している。
現時点では本社の風力電動機は低電圧ライドスルー(en:Low voltage ride through)テストを通過した最大のタービンである。当テストは送電網に異常が生じた場合、配線網を維持し、大規模な停電を阻止できることを証明する。
また、2.5MWのAV928に関しては東アジア等の市場を考慮した台風バージョン（AV928t）、寒冷地バージョン（AV928c）を開発、ベトナム等で販売している。

## 沿革
- 2004年 アヴァンティスグループの設立。独自の風力原動機の開発に従事。
- 2005年 広西銀河AVANTIS風力発電有限会社として中華人民共和国の銀河集団とジョイントベンチャー設立。
- 2009年 中華人民共和国の北海にてプロトタイプを設立。子会社アヴァンティスヨーロッパ設立。
- 2010年 2,5MW型風力原動機試験合格後量産開始[4]。

## 製品 / 設備概要
|                        | AV928      | AV1010     |  |
| IEC クラス             | IIa        | IIIa       |  |
| 定格出力 (kW)          | 2500       | 2300       |  |
| カットイン風速 (m/s)   | 3          | 3          |  |
| カットアウト風速 (m/s) | 25         | 25         |  |
| ロータ直径 (m)         | 93,3       | 100,6      |  |
| 受風面積 (m²)          | 6821       | 7948       |  |
| ロータ回転速度         | 16         | 14,2       |  |
| 出力制御               | ピッチ制御 | ピッチ制御 |  |
| ギア                   | 無し       | 無し       |  |
| 発電機                 | 永久磁石   | 永久磁石   |  |
| ハブ高さ (m)           | 80         | 99         |  |

## デザイン

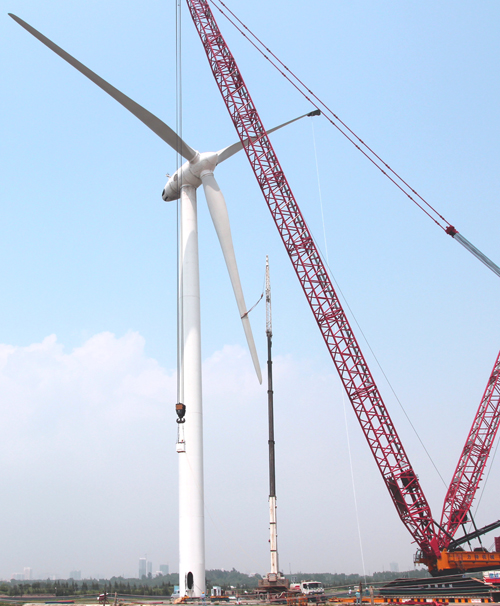
AV928

アヴァンティス風力原動機のデザインはドイツ出身の工業デザイナールイジ・コラーニによるもの。